# Mohamed Rebaï
Mohamed Rebaï, né le 8 mai 1977, est un escrimeur tunisien pratiquant le sabre. Il a gagné sept médailles d'or aux championnats d'Afrique d'escrime en 2001, 2003, 2004, 2005 et 2006.

## Clubs
- 1996-2004 : Association sportive féminine de Tunis (Tunisie)
- 2004-2008 : US Métro (France)
- depuis 2009 : Association sportive féminine de Tunis (Tunisie)

## Palmarès
- Jeux africains
  -  Médaille d'or en sabre individuel en 2007 à Alger
  -  Médaille d'argent en sabre par équipes en 2007 à Alger
- Jeux panarabes
  -  Médaille d'or en 2004 à Alger
- Championnats d'Afrique
  -  Médaille d'or en 2000 à Tunis
  -  Médaille d'or en 2003 à Dakar
  -  Médaille d'or en 2004 à Tunis
  -  Médaille d'or en 2006 à Casablanca
  -  Médaille d'or par équipes en 2006 à Casablanca
  -  Médaille d'or par équipes en 2008 à Casablanca
  -  Médaille d'or par équipes en 2009 à Dakar
  -  Médaille de bronze en 2008 à Casablanca
- Championnats panarabes
  - Vice-champion arabe en 1999 et 2001
- Championnats de Tunisie
  - Champion de Tunisie de 1996 à 2004